# Wiffertshausen
Wiffertshausen ist ein Stadtteil der Gemeinde Friedberg im Landkreis Aichach-Friedberg (Bayern).

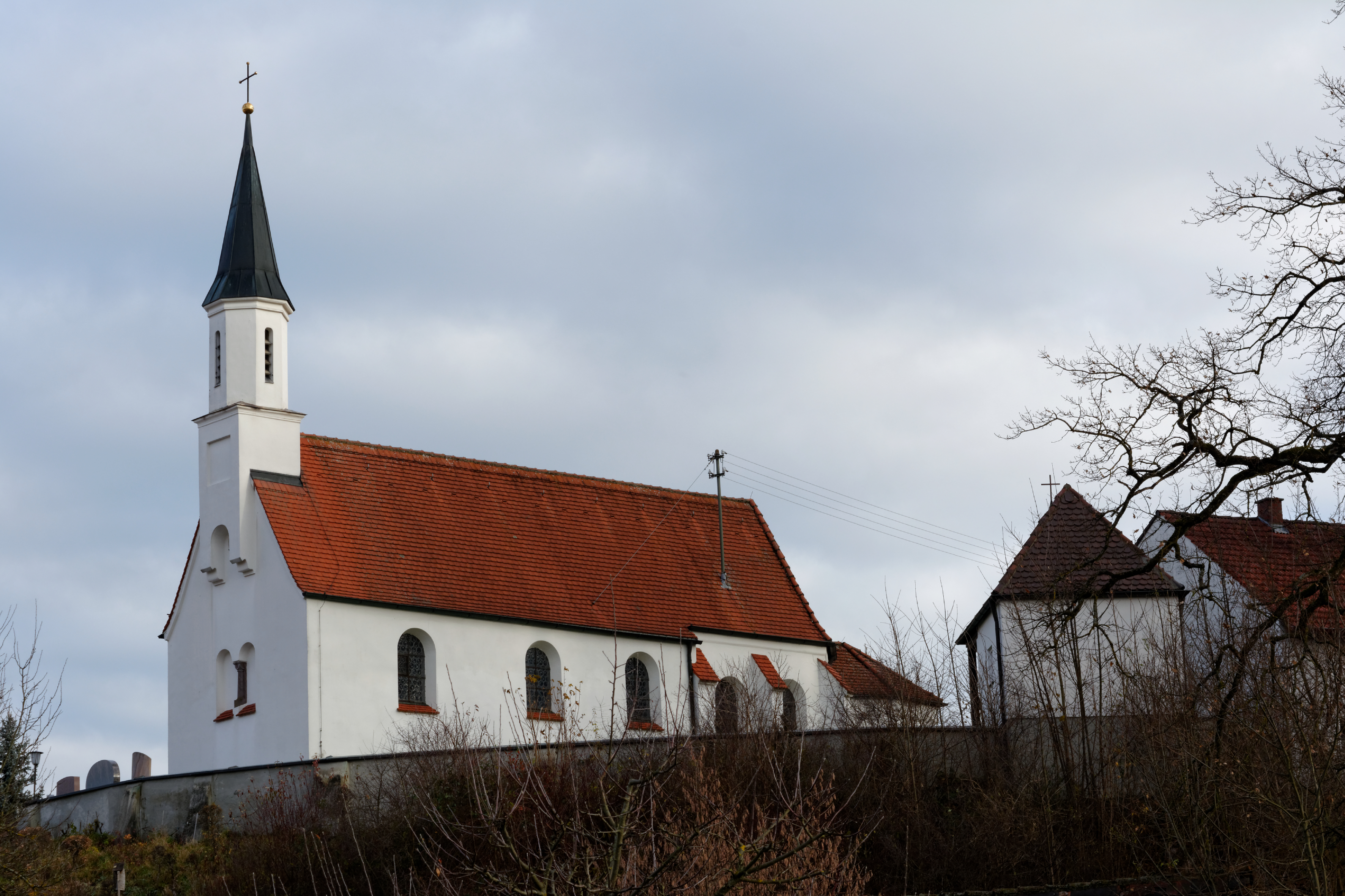
St. Stephan in Wiffertshausen

## Geographie
Das Kirchdorf liegt circa eineinhalb Kilometer östlich von Friedberg, an der Kreisstraße AIC 10 zwischen Friedberg und Paar/Harthausen.

## Geschichte
Im 12. Jahrhundert erschienen Angehörige des Dorfadels als Zeugen für das Kloster St. Ulrich und Afra sowie vom Kloster Benediktbeuern. 1464 wurde Wiffertshausen dem Friedberger Gericht unterstellt.
Am 1. Januar 1970 wurde Wiffertshausen mit seinen Ortsteilen Heimatshausen, Ottoried und Rettenberg in die benachbarte Stadt Friedberg eingegliedert.

## St. Stephan
Zentrum des Orts ist die Kirche St. Stephan mit umliegenden Friedhof, deren Geschichte bis auf die Zeit vor 900 zurückgeht.

## Besonderheiten
- Kirche St. Stephan
- In Wiffertshausen befindet sich das Feuerwehrhaus der Freiwilligen Feuerwehr.